# Massacre de Melilla
La massacre de Melilla o tragèdia de Melilla es refereix a l'episodi esdevingut a la tanca fronterera de Melilla el 24 de juny del 2022 en què van morir desenes d'immigrants de l'Àfrica subsahariana.
Els fets van ocórrer de matinada, durant un intent massiu —d’entre 500 i 2.000 persones— de travessar la frontera del Marroc amb Espanya. La situació va derivar en una allau humana, provocada per la intervenció de la gendarmeria marroquina amb el suport de la Guàrdia Civil espanyola.
Si es pren la xifra de 37 morts, que és la més elevada entre les diferents fonts, el succés és la tragèdia amb més víctimes ocorreguda en la història de la frontera terrestre entre la Unió Europea i el Magrib.

## Antecedents
La frontera entre Espanya i el Marroc, expressada especialment per la tanca de Melilla i els diversos antecedents sagnants que s'hi han produït per l'intent de migrants subsaharians d'accedir a territori europeu a través d'Espanya, és considerat des de diversos àmbits com un símbol històric de la política migratòria fallida de la Unió Europea.
És especialment a partir de la dècada del 2010 quan s'hi varen documentar de manera creixent diversos incidents. El 6 de febrer del 2014, en la coneguda com a tragèdia de Tarajal hi moriren 15 persones originàries de l'Àfrica subsahariana i procedents del Marroc que formaven part d'un grup d'entre 200 i 300 persones que volien arribar nedant a les costes espanyoles, quan un operatiu de 56 agents de la Guàrdia Civil els va disparar 145 pilotes de goma i cinc pots de fum d'ocultació a la platja d'El Tarajal, a Ceuta. Gairebé mitja dècada més tard, després d'altres casos, la frontera entre ambdós estats adquirí novament ressò el 17 de maig de 2021, quan 6.000 migrants hi van entrar de manera irregular, principalment per la platja del Tarajal a Ceuta, nedant sense cap actuació de la vigilància costanera marroquina —fets coneguts com la crisi de Ceuta del 2021. El govern espanyol hi va mobilitzar 200 efectius policials i també diverses unitats de l'exèrcit a fi i efecte de reforçar les forces de seguretat.
Davant d'aquests esdeveniments, el precedent més immediat a la massacre de Melilla fou, en el marc d'actuació geopolítica, el 14 de març del 2022, quan el president del Govern d'Espanya, Pedro Sánchez Pérez-Castejón envià al rei del Marroc, Mohammed VI, una carta on hi advocà per l'autonomia del Sàhara Occidental com «la base més seriosa, creïble i realista per a la resolució d'aquest assumpte». Fou un canvi molt significatiu de postura institucional d'Espanya, que passà a reconèixer la sobirania del Marroc sobre l'antiga colònia espanyola del Sàhara Occidental. Aquesta decisió també contravingué les resolucions internacionals de les Nacions Unides i la violació del dret internacional d'Espanya en la seva responsabilitat de descolonització i suport per a la celebració d'un referèndum d'independència al Sàhara. El Marroc reobrí les fronteres marítimes als ferris de pas el mes d'abril següent i es comprometé també a obrir les fronteres terrestres de Ceuta i Melilla. La decisió del govern espanyol fou llavors durament criticada per la resta de partits polítics a Espanya i rebé la condemna i sancions en matèria d'economia energètica per part d'Algèria.

## Succés
A les 6.40 hores de la matinada del divendres 24 de juny de 2022 uns 2.000 immigrants d'origen subsaharià varen intentar accedir a Melilla de manera coordinada, dels quals uns 500 aconseguiren d'arribar fins al pas fronterer de la tanca de Melilla de Barrio Chino —on hi trencaren una de les portes d'accés i 133 accediren a la ciutat de manera irregular. Aquest intent de travessar la frontera amb Espanya fou durament reprimit per la Gendarmeria Reial del Marroc provocant una allau humana. Amb la permissivitat i col·laboració de la Guàrdia Civil i del Cos Nacional de Policia espanyoles, diversos agents marroquins haurien traspassat la frontera per arrestar, agredir i efectuar la devolució en calent d'alguns migrants que ja havien travessat el tancat.
En la disputa de xifres sobre les víctimes, segons les fonts oficials marroquines, el balanç fou de 23 migrants i 2 gendarmes morts i uns altres 76 migrants i 140 gendarmes ferits. En canvi, Helena Maleno, activista de Caminando Fronteras elevà la xifra de migrants morts fins a 37 i els ferits a 322 i Sira Abed Rego, portaveu d'IU al Parlament Europeu, va demanar la investigació de la violència policial exercida.
Malgrat el reguitzell de condemnes institucionals, ciutadanes i mediàtiques, el diumenge 26 de juny el Marroc prohibí l'entrada a l'Hospital Hassani de Nador i hi situà estrictes controls policials. L'Associació Marroquí pels Drets Humans, amb diversos observadors sobre el terreny, alertaren que al cementiri de Nador s'hi havien començat a obrir fosses comunes i que les autoritats s'estaven afanyant a enterrar els cadàvers de la xifra polèmica de morts sense cap autòpsia o investigació que pogués esclarir les circumstàncies de les defuncions.
Els detinguts amb els delictes més greus, custodiats a Nador, van ser acusats per la fiscalia del Marroc d'organitzar i facilitar l'entrada i sortida clandestina de persones cap a i des del Marroc de manera regular, i segrest i retenció de funcionaris usats com a ostatges, incendiar el bosc i insults i violència contra els agents de l'ordre marroquins. Uns altres 33 detinguts va ser acusat de delictes menors.

## Reaccions

### A Espanya i al Marroc

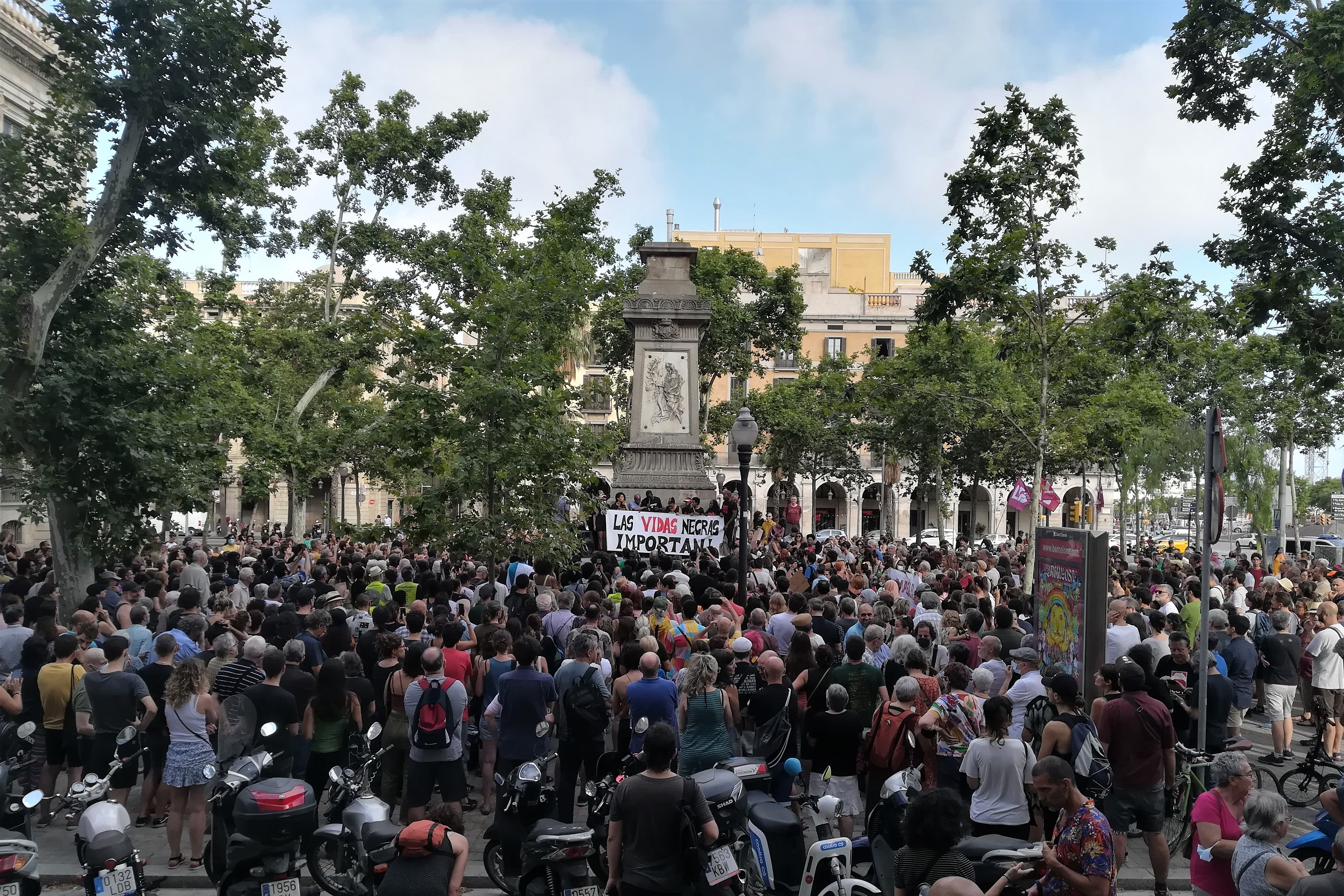
Concentració contra la massacre de Melilla el 26 de juny de 2022 a la plaça d'Idrissa Diallo de Barcelona. Una pancarta hi diu, en castellà, Las vidas negras importan (Les vides negres importen).

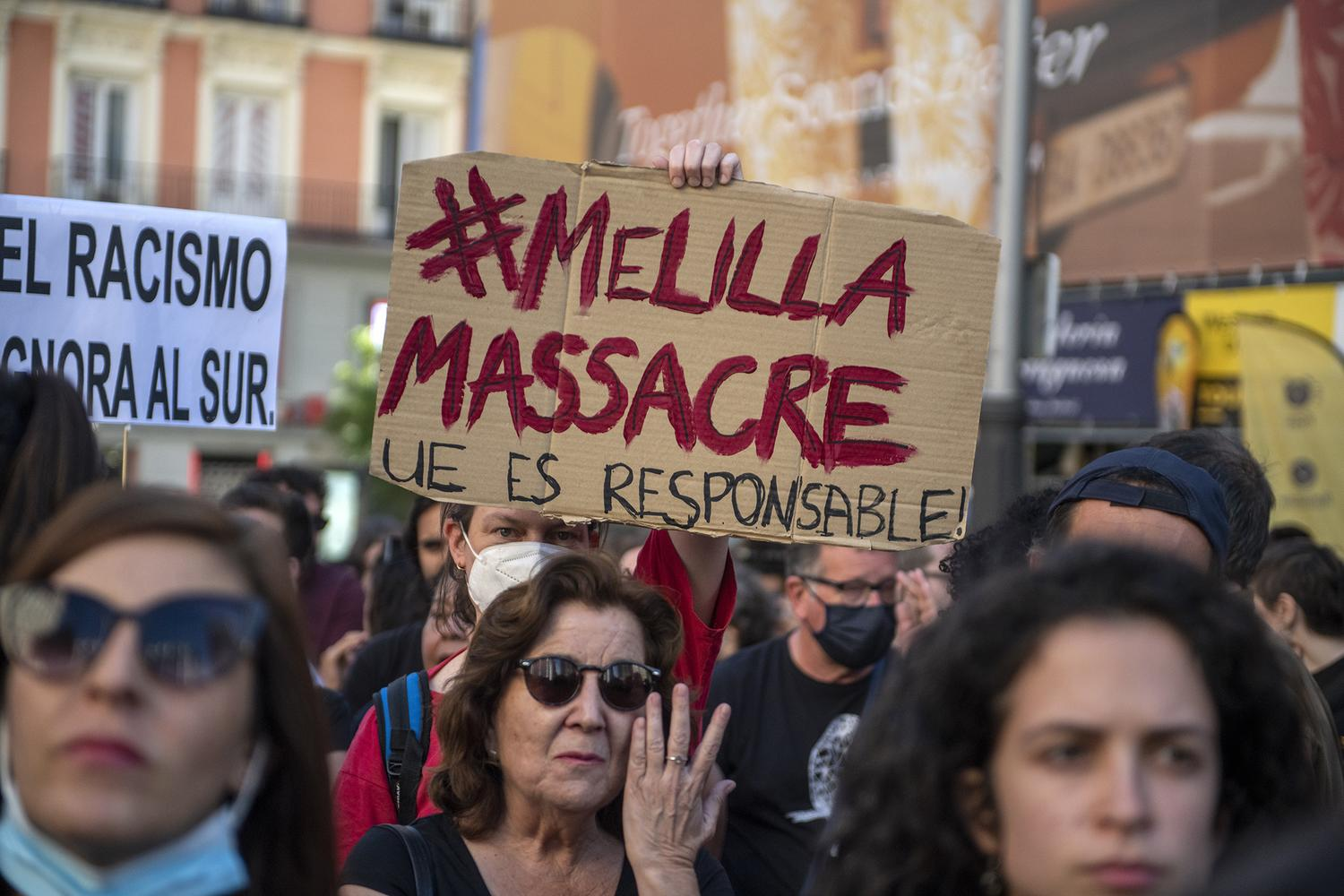
Manifestació contra la massacre de Melilla el diumenge 26 de juny de 2022 a la plaça del Callao de Madrid. Una pancarta hi diu, en castellà, UE es responsable (La UE és responsable.).

Davant el silenci informatiu al llarg de tota la jornada dels fets i la filtració de vídeos i fotografies de diversos migrants inconscients, desatesos, sagnant, amuntegats i morts sota custòdia policial, la situació adoptà molt ressò mediàtic i de consternació internacionals. El president del Govern d'Espanya, Pedro Sánchez (PSOE) justificà la intervenció i apuntà que «cal reconèixer l'extraordinari treball que ha fet el Govern marroquí en coordinació amb les forces i cossos de seguretat de l'Estat d'Espanya per a provar d'evitar un assalt violent i ben resolt per part de les dues forces de seguretat», a banda de reconèixer i agrair «la importància de tenir unes relacions amb un soci estratègic com és el Marroc» i assenyalar les màfies com a úniques culpables dels esdeveniments ocorreguts. De fet, diverses de les accions condemnades per organismes pels drets humans haurien ocorregut també en jurisdicció espanyola i no només del Marroc, com s'havia apuntat inicialment. La Guàrdia Civil espanyola, de fet, negà en declaracions a l'Agence France-Presse que sabés res d'aquest assumpte.
Segons les primeres fonts policials marroquines, fou una actuació mesurada «per l'ús de mètodes molt violents» per part dels migrants i que aquests varen morir «només per l'allau de persones» mentre la creuaven. El Govern del Marroc minimitzà les declaracions a la premsa i reaccionà amb la detenció de 32 persones, acusades per la Fiscalia dels crims greus d'«organitzar i facilitar l'entrada i sortida clandestina de persones cap a i des del Marroc de manera irregular, segrestar i retenir funcionaris per utilitzar-los com a ostatges, incendiar un bosc i insultar i exercir la violència contra els agents de l'ordre marroquí». Un altre grup de 33 detinguts més va ser acusat d'altres delictes lleus.
Transcorregut el cap de setmana, en la roda de premsa del Consell de Ministres d'Espanya efectuada el dilluns 27 de juny, la ministra de Política Territorial i portaveu del Govern d'Espanya, Isabel Rodríguez García (PSOE), impedí fins a cinc cops que la ministra d'Igualtat, Irene Montero Gil (Podem), respongués les qüestions referents a la matança de Melilla. S'afirmà fins i tot que des del Palau de la Moncloa el PSOE havia exercit un vet de posicionament públic del seu soci de govern a l'Estat, Podem.

### Arreu del món
En l'àmbit internacional, el president d'Algèria, Abdelmadjid Tebboune, acusà públicament el Marroc d'haver comès «una carnisseria» a Melilla. I el recentment elegit com a president de Colòmbia, Gustavo Petro Urrego, també manifestà la seva solidaritat amb les famílies de les «víctimes massacrades» i refermà el seu compromís «amb tots els pobles africans que lluiten contra la fam i per la vida». Per causa de la pressió mediàtica, el Ministeri d'Exteriors del Marroc convocà una reunió d'urgència amb representants dels estats africans per justificar l'acció punitiva al·legant la violència exercida pels migrants a l'hora de travessar el tancat. Nogensmenys, la Unió Africana acabà sol·licitant una comissió d'investigació sobre la tragèdia.
De les institucions transnacionals de les quals Espanya en forma part, la portaveu d’Afers Exteriors i Seguretat de la Comissió Europea, Nabila Massrali, postulà que les autoritats europees havien contactat amb les marroquines per provar d'entendre el succés, però evità d'exigir cap report o comissió d'investigació. L'Organització del Tractat de l'Atlàntic Nord (OTAN) se'n mantingué del tot al marge i només declarà que era una «decisió política emmarcada en l'àmbit d'actuació de cada estat membre», mentre que s'especulà que les forces armades de l'OTAN es plantejaven començar a operar també a Ceuta i Melilla per a reforçar-hi la seguretat de les fronteres.

### Manifestacions ciutadanes
Pel que fa als Països Catalans, com a resposta ciutadana a aquests fets, s'hi celebraren manifestacions de rebuig a la massacre en Melilla al llarg del diumenge 26 de juny. La Plataforma Balears Acollim organitzà una concentració davant la delegació del govern espanyol a les Illes Balears de Palma, mentre que a Catalunya la Comunitat Negra Africana i Afrodescendent a Espanya (CNNAE) n'organitzà una altra a la Plaça d'Idrissa Diallo de Barcelona amb uns 500 assistents i una altra a Mataró. A València, els col·lectius Uhuru València, la Federació Unió Africana a Espanya i València és Refugi varen convocar també una protesta davant la delegació del govern espanyol a la Comunitat Valenciana.
Al País Basc se'n convocà una a Bilbao i també en altres indrets d'Espanya, com ara Madrid, Sevilla, Granada, Cadis i Saragossa.

## Conseqüències

### Conseqüències legals
El 28 de juny de 2022, la fiscal general de l'Estat espanyol, Dolores Delgado, signà un decret perquè la fiscal de sala coordinadora d'estrangeria, Beatriz Sánchez, investigués les circumstàncies dels fets ocorreguts a la tanca. L'obertura de diligències es fomentà «en la transcendència i la gravetat dels fets» davant la possibilitat que poguessin «afectar els drets humans i els drets fonamentals de les persones», i per la «singularitat i complexitat de la investigació».
Al seu torn, el poder judicial marroquí encausà fins a 61 persones com a responsables d'haver participat en els salts massius de la tanca de Melilla. El 19 de juny de 2022, el Jutjat de Primera instància de Nador condemnà un primer grup, format per 33 emigrants, a una sentència ferma d'11 mesos de presó, així com multes i indemnitzacions per danys i perjudicis als policies i als béns públics.
El 3 d'agost de 2022 es preveié que el Tribunal d'Apel·lació de Nador jutgés un segon grup format per 28 persones, però el judici fou ajornat al 17 d'agost d'aquell mateix any, ja que els agents de seguretat marroquins, denunciants dels fets com a presumptes ferits, no es presentaren a la vista. El 17 d'agost, 13 dels acusats, majoritàriament sudanesos, foren condemnats a dos anys i mig de presó, acusats de constitució de banda criminal per a organitzar emigració clandestina, violència contra les forces públiques, desobediència i aglomeració armada, entre altres delictes. Aquell dia, els 15 emigrants restants foren notificats que el seu judici s'ajornava al 7 de setembre de 2022, novament per incompareixença dels agents marroquins ferits durant la massacre, que presentaren denúncia. En data 7 de setembre, el tribunal d'apel·lació tornà a canviar el dia del judici al 21 de setembre, en aquella ocasió per donar un termini de dues setmanes als cinquanta agents marroquins que presentaren denúncies per violència i segrest amb l'objectiu que formalitzessin les sol·licituds d'indemnització civil pels danys ocorreguts.
La defensa dels subsaharians en els judicis marroquins anà a càrrec de lletrats voluntaris de l'Associació Marroquina dels Drets Humans i de GADEM, organització dedicada al suport de migrants. També hi participaren en les sessions, en qualitat d'observadors, representants de la institució marroquina del Consell Nacional dels Drets Humans. Finalment, altres detinguts en el salt, però no processats, foren desplaçats forçosament dins del Marroc i, segons l'ONG Caminando Fronteras, es documentà fins a 132 casos de persones deportades a la frontera amb Algèria, en una zona coneguda com a terra de ningú.

### Víctimes
El Ministeri de l'Interior del Marroc va situar les morts en 23 i va constatar que la majoria eren immigrants sudanesos. Per la seva banda, després d'un any de treball, l'Associació Marroquina dels Drets Humans de Nador va identificar gran part de les víctimes, de les quals assegura que en van morir 37. A continuació s'exposa el nom i origen de les que han pogut ser reconegudes.
| Nom                                               | Nacionalitat |
| ------------------------------------------------- | ------------ |
| Qussai Ismail Abdelkader                          | Sudan        |
| Mohannad Maamoun Aissa                            | Sudan        |
| Abderrahim Abdellatif Ali Ibrahim Surnommé Hanine | Sudan        |
| Abdenasser Mohamed Ahmed                          | Sudan        |
| Adam Khamiss Ahmed                                | Sudan        |
| Adam Bikhit Ali                                   | Sudan        |
| Salem Abderrahmane                                | Sudan        |
| Abdelbassit Mounir Khamiss                        | Sudan        |
| Idriss Soulaimane Haroun                          | Sudan        |
| Abdelaaziz Yaakoub Daoud                          | Sudan        |

Segons la mateixa associació, almenys 77 persones van desaparèixer en el transcurs dels fets.
| Nom                                 | Nacionalitat  |
| ----------------------------------- | ------------- |
| Marwane Mohieddine                  | Sudan         |
| Addaw Mohamed Ahmad                 | Sudan         |
| Mohamed Abdallah Abdel Rahman       | Sudan         |
| Mostafa Abkar Yahya                 | Sudan         |
| Abdallah Omar Adallah Assayer       | Sudan         |
| Mustafa Abrar                       | Eritrea       |
| Mircel Al Zabir                     | Sudan         |
| Ibrahim Othman                      | Sudan         |
| Adel Youssef                        | Sudan         |
| Mohammed Ali                        | Sudan         |
| Ahmed el Mehdi                      | Sudan         |
| Bakri Saleh                         | Sudan         |
| Khaled Abkar                        | Sudan         |
| Ahmed El Haj                        | Sudan         |
| Mohammed Haroun                     | Sudan         |
| Nabil Abkar                         | Sudan         |
| Ahmed Adam                          | Sudan         |
| Ibrahim Saddiq                      | Sudan         |
| Yaser Ilyas                         | Sudan         |
| Ahmed Ettoum                        | Sudan         |
| Ibrahim Attijani                    | Sudan         |
| Salah Kamal                         | Sudan         |
| Adel Abderrah                       | Sudan         |
| Tarek Ibrahim                       | Sudan         |
| Abderrazek Ibrahim                  | Sudan         |
| Youssef Abdallah                    | Sudan         |
| Othman Abderrahim                   | Sudan         |
| Saddam Ahmed                        | Sudan         |
| Hassan Youssef Mohamed              | Sudan         |
| Abader Salah                        | Sudan del Sud |
| Jamal Adberrahmane Mahmoud          | Sudan         |
| Omar Ahmed                          | Sudan         |
| Abdelaaziz Mohamed                  | Sudan         |
| Mohamed Salah                       | Sudan         |
| Ahmad Mohameddine Ahmed             | Sudan         |
| Jalal Abdel-chakour Yahia           | Sudan         |
| Essayed Mohamed Anjali              | Sudan         |
| Mahdi Mohamed                       | Sudan         |
| Warith Imam                         | Sudan         |
| Waliddine Mohamed Ali               | Sudan         |
| Abdel-bassit Mohamed Ishaq          | Sudan         |
| Ahmad Babakr Mohammed               | Sudan         |
| Mazen Dafaallah Kallou              | Sudan         |
| Abou Bakr Hassin                    | Sudan         |
| Ibrahim Al-Hilou                    | Sudan         |
| Soulayman Abkar Haroun              | Sudan         |
| Mohamed Amin Ismail                 | Sudan         |
| Bishara Ibrahim Idriss              | Sudan         |
| Mohammed Tahir                      | Txad          |
| Mohammed Hamed Aaraou               | Sudan         |
| Alameddine Attayeb                  | Sudan         |
| Ahmad Ali Ahmad Mohammed            | Sudan         |
| Moutawakel Hasane Midaoui           | Sudan         |
| Abderrahim Ahmad Ali                | Sudan         |
| Ilyas Siddik Ismail                 | Sudan         |
| Abderrazaq Mahmoud Abdallah         | Sudan         |
| Mostafa Aboud Mohammed Adam         | Sudan         |
| Moussa Adam                         | Sudan         |
| Boraii Abdallah                     | Sudan         |
| Mohamed Abdel Aziz Esheikh Abdallah | Sudan         |
| Othman Ishaq Adam                   | Txad          |
| Mohammed Ali Ennour                 | Sudan         |
| Abader Omar Mohamed                 | Sudan         |
| Yasser Abderrahmane                 | Sudan         |
| Moatassim Azeddine Hakkar           | Sudan         |
| Nasser Adam Ibrahim                 | Sudan         |
| Hamed Ibrahim                       | Sudan         |
| Mokhtar Hassane Al-Amine            | Sudan         |
| Taha Idriss Mohamed                 | Sudan         |
| Yasser Moussa                       | Sudan         |